# Sigmathyris optima
Sigmathyris optima är en fjärilsart som beskrevs av Paul Dognin 1900. Sigmathyris optima ingår i släktet Sigmathyris och familjen mätare. Inga underarter finns listade i Catalogue of Life.